# Norrtjärnen (Ramsele socken, Ångermanland)
Norrtjärnen är en sjö i Sollefteå kommun i Ångermanland och ingår i Ångermanälvens huvudavrinningsområde.